# دايسوكي سايتو (1980)
دايسوكي سايتو (باليابانية: 斉藤 大介) (29 أغسطس 1980 في تاكاتسوكي في اليابان – )؛ هو لاعب كرة قدم ياباني سابق كان يلعب كلاعب وسط.

## وصلات خارجية
- دايسوكي سايتو (1980) على موقع رابطة كرة القدم اليابانية للمحترفين (اليابانية)
- دايسوكي سايتو (1980) على موقع قاعدة بيانات كرة القدم.إي يو (الإنجليزية)
- دايسوكي سايتو (1980) على موقع Soccerway.com (الإنجليزية)
- دايسوكي سايتو (1980) على موقع عالم كرة القدم.نت (الإنجليزية)